# Ondol
Ondol (온돌 en coreà) és un sistema de calefacció que fou utilitzat a l'actual Alaska al segle x aC i tradicional de Corea. Va ser introduït en el període dels Tres Regnes i en l'actualitat es fa servir de forma modificada per escalfar el terra d'una habitació. És semblant a l'hipocaust romà o a la glòria utilitzada a Espanya des de l'edat mitjana.

## Nom
S'anomena 구들 o gudul en coreà, i en xinès és 温 突 i significa calor-suau, o 온돌 en la  pronunciació coreana. Se'l coneix més en la pronunciació coreana que pel terme xinès.

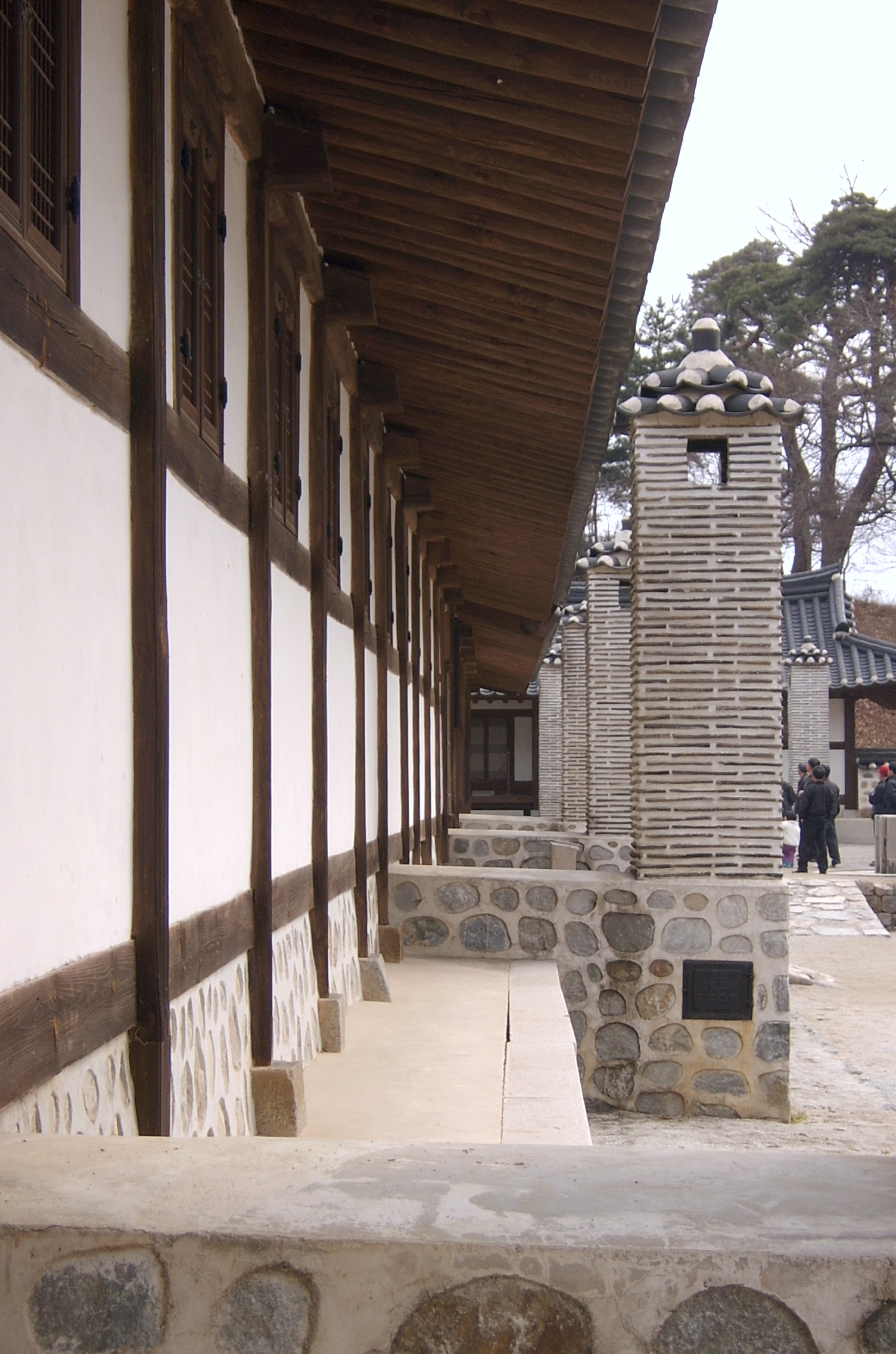
Sortida d'aire cap als costats
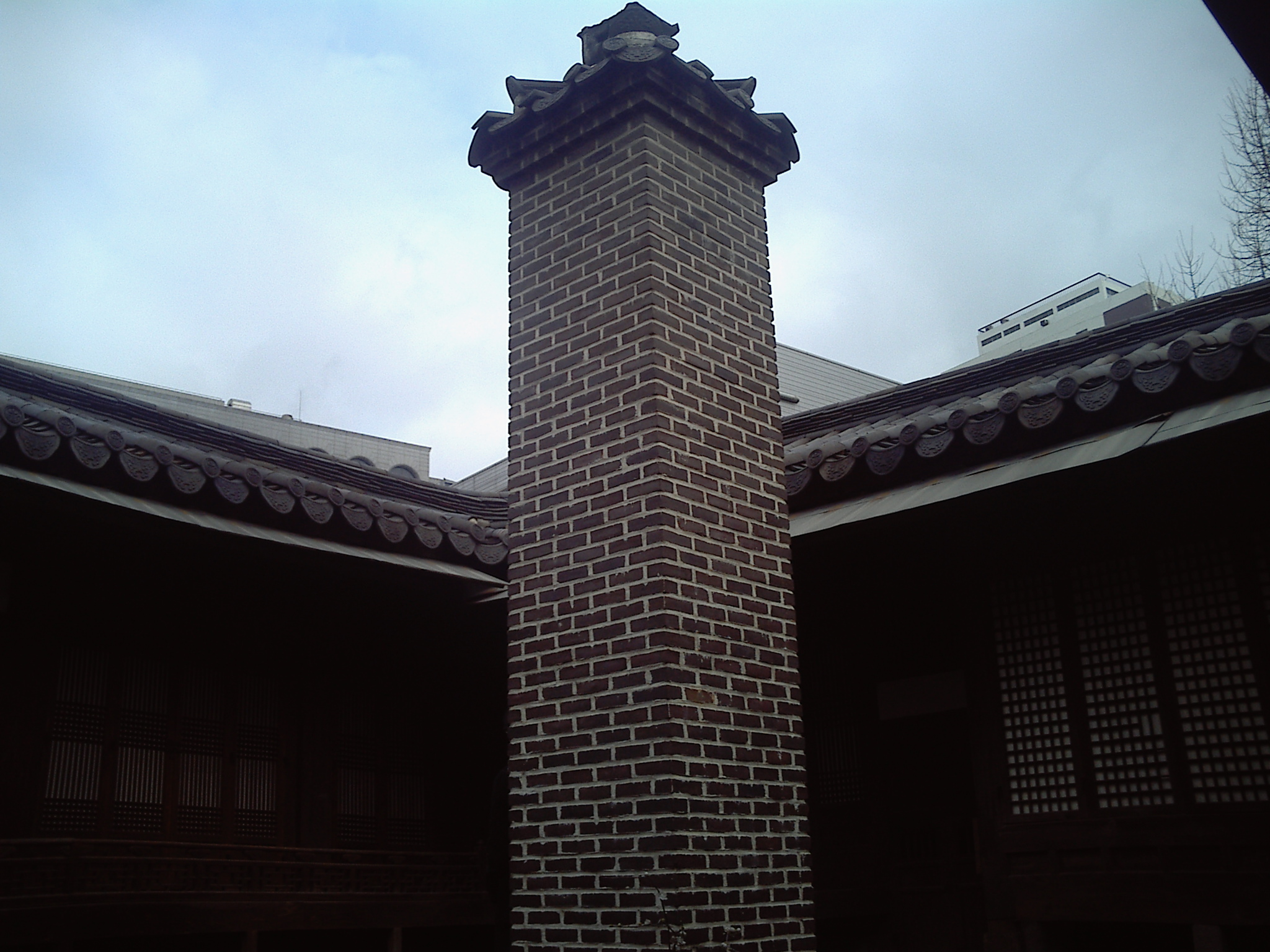
Xemeneia de fums
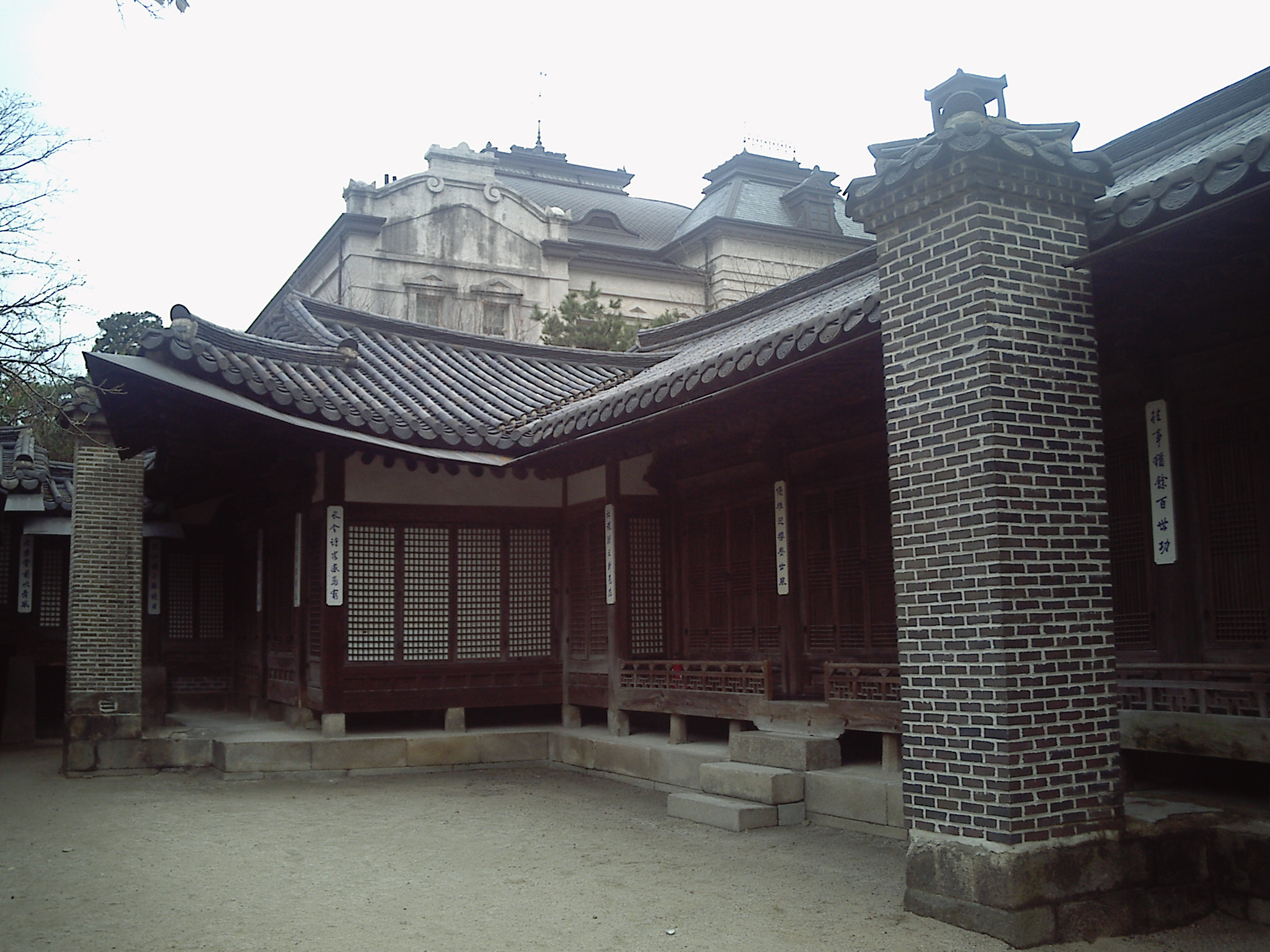
Llar de foc
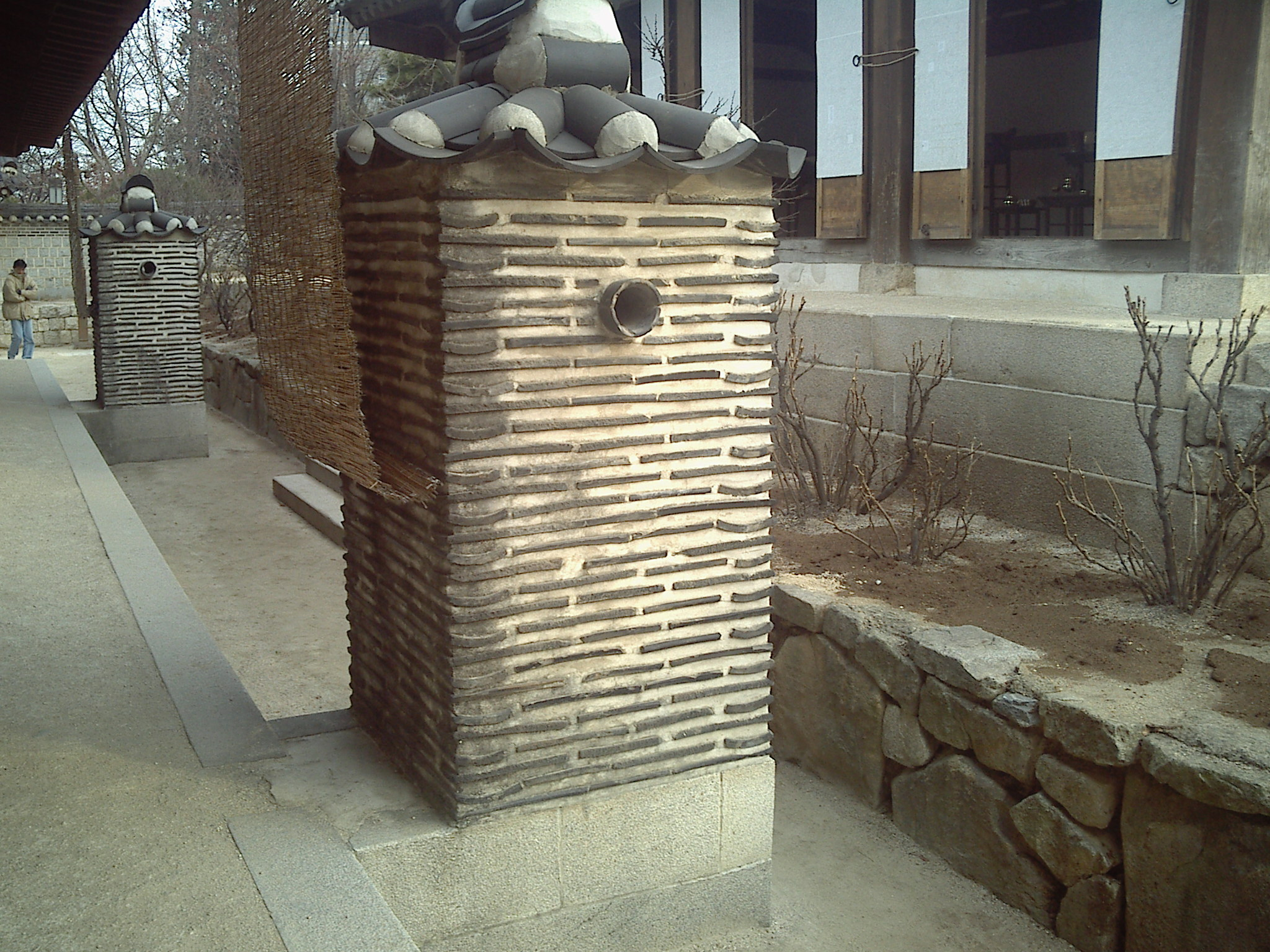
Evacuadors d'escapament en canonades orientades cap als costats

## Funcionament i estructura
Els components principals són el foc, o a la versió moderna, l'estufa (que també serveix per cuinar) ubicat a nivell de terra, un terra baix que conté passatges horitzontals per al fum, i una xemeneia vertical per l'escapament del fum. El terra se sustenta sobre piles de pedra, i està fet amb una composició de lloses pètries, terra i una capa penetrable i els extractes de pi. L'extracte de pi li dona un tint groc càlid a terra, i per això és també popular (sense l'ondol) a les cases modernes. El funcionament consisteix en el desplaçament de la calor des del foc o l'estufa cap a la roca que es troba sota terra.

## Paper que compleix i adaptacions
L'ondol soll servir  com un espai per seure i per dormir, amb les cantonades més càlides reservades per als visitants. Alguns dels problemes amb l'ondol inclouen la sobrecalefacció, la qual pot persistir durant hores donat el gruix de l'estructura que compon el terra, i enverinament per monòxid de carboni que es pot escapar a través d'esquerdes de la superfície, perquè a diferència de la glòria, el terra no és impermeable als gasos. Per aquestes raons, els ondols de les cases modernes de Corea escalfen el terra mitjançant canonades d'aigua calenta o amb cables elèctrics (a la manera de la coneguda a occident com terra radiant).

## Components
A-Gung-i (아궁이)és el foc o l'estufa, on s'encén la metxa per produir la calor. En el cas de petites residències, consisteix en un sol A-Gung-i combinat amb la cuina, o en el cas d'aquelles amb més espai, es construeix un a-Gung-i separat per habitació o per edifici.
Gu-dul (구들)així s'anomena el pis complet de l'habitació. Depenent de la forma de l'edifici, si s'aixeca el gu-dul es pot veure un espai buit, i desssota del qual hi ha el bu-nom gi, el bu-dul-ge-lla-ri, bo-re, go-re- guer-lla-ri, i el gul-tuk-lla-ri
Gul-tuk (굴뚝)és la xemeneia, per on s'escapa el vapor que ha perdut calor.
Bu-nom gi (부넘기)
Gu-dul-ge-lla-ri (구들 개 자리)
Go-re (고래)
Go-re-ge-lla-ri (고래 개 자리)
Gul-tuk-ge-lla-ri (굴뚝 개 자리)